# Фёклер, Томас
Томас Фёклер или Тома Воклер (фр. Thomas Voeckler; род. 22 июня 1979 года в Шильтигхейме, Эльзас, Франция) — французский профессиональный шоссейный велогонщик.

## Биография
Родился на востоке Франции в пригороде Страсбурга в нескольких километрах от французско-немецкой границы.
Профессионал с 2001 года. Всю карьеру выступает за TotalEnergies, в прошлом известную как Bonjour, Brioches La Boulangère, Bouygues Télécom и Bbox Bouygues Telecom.
В 2011 году на велогонке Тур де Франс лидировал в общем зачёте с 10 по 19 этап, но на 19-м этапе при подъёме на Альп-д'Юэз опустился сразу на 4-е место в общем зачёте, в итоге так и финишировав в Париже через 2 дня на этом месте. Тем не менее 4-е место в общем зачёте стало лучшим для французов на домашней гонке с 2000 года. На Тур Де Франсе 2012 года имел проблемы с коленом из-за чего не боролся за генеральную классификация. На 10 этапе он ушёл в отрыв и в борьбе с Микеле Скарпони, Луис Леоном Санчесом, Дирком Девенинсом и Йенсом Вогтом одержал трудную победу и получил гороховую майку. Но на следующем этапе он не отобрался в отрыв и потерял майку.